# Jutta Heller
Jutta Heller (* 1961 in Radolfzell am Bodensee) ist eine deutsche Wirtschafts- und Sozialwissenschaftlerin, Coach und Autorin. Sie war Professorin für Training und Business Coaching an der Hochschule für angewandtes Management in Erding und gilt als Expertin für individuelle und organisationale Resilienz. Heller berät und trainiert seit den 1990er-Jahren Unternehmen, Führungskräfte und Teams im Umgang mit Veränderungsprozessen und bei der Entwicklung psychischer Widerstandskraft.

## Leben
Jutta Heller studierte Politikwissenschaft und Erwachsenenbildung an den Universitäten Berlin, Bamberg und Stuttgart. Sie promovierte in Wirtschafts- und Sozialwissenschaften und absolvierte Zusatzqualifikationen als NLP-Lehrtrainerin, systemische Beraterin und Business Coach.
Seit 1990 arbeitet Heller freiberuflich als Trainerin und Coach. 2002 gründete sie ihre eigene Beratung. Von 2006 bis 2017 lehrte sie als Professorin für Training & Business Coaching an der Hochschule für angewandtes Management in Erding. Dort war sie u. a. Dekanin der Fakultät für Schlüsselqualifikationen und später Prodekanin der Fakultät Wirtschaftspsychologie. Von 2013 bis 2017 leitete sie den Coaching-Kongress der Hochschule.

Heute lebt sie in Stein bei Nürnberg und führt dort die Akademie Prof. Dr. Heller, in der sie unter anderem die zertifizierte Weiterbildung Resilienzberatung anbietet.

## Wirken
Jutta Heller zählt zu den ersten Expertinnen, die Resilienz systematisch in Trainings und Unternehmen einführten. Sie entwickelte das Modell der „7 Resilienz-Schlüssel“, das sowohl in ihrer Trainingsarbeit als auch in ihren Publikationen verwendet wird. Diese Faktoren umfassen unter anderem Akzeptanz, Optimismus, Selbstwirksamkeit und Eigenverantwortung. Heller kombiniert wissenschaftliche Resilienzforschung mit praktischen Methoden aus Coaching und positiver Psychologie.
Im Jahr 2017 war sie Mitgründerin des Verbandes für organisationale Resilienz (ORES) und wurde zu dessen erster Vorsitzenden gewählt. Der Verband engagiert sich für die Verbreitung resilienter Strukturen in Unternehmen.
Jutta Heller tritt regelmäßig als Rednerin
 und Interviewpartnerin auf, u. a. in Fachmedien wie managerSeminare oder in Zeitungen wie der Frankfurter Allgemeinen Zeitung, wo sie zur Bedeutung von Resilienz im Berufsleben Stellung nimmt.

## Veröffentlichungen (Auswahl)
- Veränderungskompetenz. Definitionen, Maßnahmen und Methoden. VDM, Saarbrücken 2009 (mit M. Lepold), ISBN 978-3-639-16927-0.
- Bildungscontrolling – Effektive Steuerung der Personalentwicklung. VDM, Saarbrücken 2009 (mit D. Tröster), ISBN 978-3-639-14520-5.
- Resilienz – 7 Schlüssel für mehr innere Stärke. Gräfe und Unzer, München 2013, ISBN 978-3-8338-2735-8.
- Resilienz – Innere Stärke für Führungskräfte. Orell Füssli, Zürich 2015, ISBN 978-3-280-05570-0.
- Das wirft mich nicht um. Mit Resilienz stark durchs Leben gehen. Kösel, München 2015, ISBN 978-3-466-34614-1.
- So bin ich stark. Gut aufgestellt mit dem inneren Team. Kösel, München 2017, ISBN 978-3-466-34677-6.
- 30 Minuten Resilienz für Unternehmen. Gabal, Offenbach 2018, ISBN 978-3-86936-884-9.
- Resilienz für die VUCA-Welt. Individuelle und organisationale Resilienz entwickeln. Springer, Wiesbaden 2019 (Hrsg.), ISBN 978-3-658-21043-4.
- Vertrau auf dich, du schaffst das! Mit Veränderungen leichter umgehen. Kösel, München 2021, ISBN 978-3-466-34774-2.